# Phùng Viện
Phùng Viện (chữ Hán: 馮媛; ? - 6 TCN), còn gọi Hiếu Nguyên Phùng Chiêu nghi (孝元馮昭儀) hoặc Phùng Tiệp dư (馮婕妤), là một phi tần của Hán Nguyên Đế Lưu Thích, mẹ của Trung Sơn Hiếu vương Lưu Hưng và là bà nội của Hán Bình Đế Lưu Khản.
Khi còn là Tiệp dư, Phùng Viện nổi tiếng trong lịch sử thông qua việc chắn gấu cứu Hán Nguyên Đế trong một lần Hoàng đế ngự xem gấu, mà con gấu lại đột nhiên xổng ra, được gọi là điển tích Tiệp dư đáng hùng (婕妤挡熊; nghĩa là Tiệp dư chắn gấu). Hành động của bà được khen ngợi trong Nữ sử châm đồ (女史箴图), được các sử gia tán thưởng rất nhiều về sau.

## Tiểu sử
Phùng Viện là người Thượng Đảng (上党郡; nay là Trường Thị, Sơn Tây), là con gái của Phùng Phụng Thế, một vị danh tướng phục vụ dưới thời Hán Tuyên Đế. Trong nhà bà có 9 anh em trai và 3 chị em gái, trong đó có Phùng Dã Vương (馮野王), Phùng Thuân (馮逡), Phùng Lập (馮立) và Phùng Tham (馮參) về sau đều giữ những tước vị cao trong triều.
Năm Sơ Nguyên thứ 2 (47 TCN), Phùng Viện nhập cung, do khi ấy cha bà đang là Chấp kim ngô, nên Phùng Viện sơ phong Trưởng sử (長使), không lâu sau phong Mỹ nhân (美人). Năm Vĩnh Quang thứ 2 (42 TCN), bà sinh hạ con trai Lưu Hưng, được phong làm Tiệp dư, tước vị chỉ dưới Hoàng hậu. Khi đó, sự ân sủng của Phùng Viện không hề thua kém Phó Tiệp dư. Bà được đánh giá là tính tình cương trực, hào sảng nhưng cũng rất hiểu lễ nghĩa, đọc biết nhiều thứ, hoàn toàn khác với các phi tần khác luôn hiền thục, ôn văn.
Năm Kiến Chiêu nguyên niên (38 TCN), Hán Nguyên Đế cùng hậu cung cơ thiếp, xem đấu thú ở quảng trường lớn, trong đó có Phùng Viện và Phó Tiệp dư. Khi đang theo dõi trận đấu, thì đột nhiên một con gấu mất kiểm soát, vồ lên khán đài nơi mà Nguyên Đế đang ngồi. Tất cả quan thần lẫn cơ thiếp, trong đó có Phó thị, đều nhất loạt chạy tứ tán bỏ mặc Hán Nguyên Đế, duy chỉ có Phùng Viện xả thân mình lên chắn ngang giữa Nguyên Đế và con gấu. Con gấu sau đó bị giết bởi đội vệ binh.
Khi Nguyên Đế hỏi vì sao bà lại lao ra chắn mình, thì Phùng Viện thật thà đáp: "Thần thiếp nghe nói con gấu một khi đã muốn hại ai, thì sẽ vồ lấy mục tiêu bất chấp thứ gì khác. Thần thiếp không muốn bệ hạ bị hại, đành liều mình ra ngăn. Bệ hạ quân lâm thiên hạ, không thể bị hại, dù thần thiếp có bị chết cũng đáng". Sau lần đó, Nguyên Đế càng yêu quý Phùng Viện hơn, còn Phó thị lại trở nên ghen ghét vì điều này. Sử sách không ghi chép lại hành trạng của bà tham vọng ngất trời như của Phó thị, người muốn thay con trai mình là Lưu Khang đoạt được ngôi vị Đông cung Hoàng thái tử thay con trai Lưu Ngao của Hoàng hậu Vương Chính Quân. Bởi lẽ, con trai bà Lưu Hưng là người nhỏ nhất trong số 3 vị hoàng tử của Nguyên Đế, khả năng kế vị thấp, nên từ đó Phùng Viện cũng không hề mảy may nghĩ đến chuyện này.
Năm Kiến Chiêu thứ 2 (37 TCN), Hán Nguyên Đế phong con trai Lưu Hưng của bà tước vị Tín Đô vương (信都王); nhân đó phong Phùng Tiệp dư cùng Phó Tiệp dư đồng tấn phong làm Chiêu nghi. Phẩm vị Chiêu nghi trong Hậu cung đặt lên trên cả Tiệp dư, mang nghĩa "Chiêu kì nghi" (昭其儀).

## Trung Sơn vương thái hậu
Năm Cánh Ninh nguyên niên (33 TCN), ngày 25 tháng 5, Hán Nguyên Đế băng hà, Phùng Chiêu nghi cùng con trai Lưu Hưng đến phong địa Tín Đô, cải xưng làm Tín Đô Vương thái hậu (信都王太后), cùng con trai đến Trữ Nguyên cung (储元宫). Năm Dương Sóc thứ 2 (23 TCN), Tín Đô vương Lưu Hưng cải phong làm Trung Sơn vương (中山王), vì thế Phùng thị trở thành Trung Sơn Vương thái hậu (中山王太后).
Năm Nguyên Diên thứ 4 (9 TCN), Hán Thành Đế Lưu Ngao nhiều năm không con, bèn triệu các hoàng tử trong hoàng tộc để chọn ra người kế vị. Khi đó, Định Đào Thái hậu Phó thị cùng cháu nội là Định Đào vương Lưu Hân, con trai của Định Đào Cung vương Lưu Khang; và Phùng Thái hậu cùng con trai Trung Sơn vương Lưu Hưng; đều nhận ý chỉ đến Trường An. Hán Thành Đế thấy Lưu Hưng không thông minh đĩnh ngộ, trái lại Lưu Hân lại có phong thái của người cha, cũng là em trai Thành Đế, Định Đào Cung vương. Bên cạnh đó, Phó Định Đào vương thái hậu đích thân gặp riêng Hoàng hậu Triệu Phi Yến để tặng nhiều vàng bạc châu báu và thế là Triệu thị tỷ muội đã nói giúp cho Lưu Hân. Vì thế, trong năm đó Thành Đế đã lập Lưu hân làm Thái tử. Cùng lúc đó, phong em trai nhỏ của Phùng Thái hậu là Phùng Tham (冯参) làm Nghi Hương hầu (宜鄉侯).
Năm Tuy Hòa thứ 2 (8 TCN), ngày 9 tháng 8 (âm lịch), Trung Sơn vương Lưu Hưng qua đời, gọi là Hiếu vương, Thế tử Lưu Kì Tử kế vị khi mới 2 tuổi, Phùng Thái hậu tiếp tục giữ vị Trung Sơn vương thái hậu và giúp cháu nội đang còn nhỏ ổn định việc cai trị phong địa.

## Cái chết
Năm Tuy Hòa thứ 2 (7 TCN), Lưu Kì Tử lâm trọng bệnh, Phùng Thái hậu vất vả chăm sóc, ngày đêm cầu khấn thần linh.
Hán Ai Đế vừa đăng cơ, nghe đến em họ bị bệnh, bèn sai Trương Do (張由) đến xem xét thăm bệnh. Nhưng sau đó, Trương Do bị bệnh cuồng phát tác, tự tiện quay về Trường An. Sau khi trở về Trường An, Thượng thư đối với việc Trương Do tự tiện quay về hạch tội, Trương Do sợ hãi và tố cáo Phùng Thái vương thái hậu dùng trò phù thủy, đang nguyền rủa Ai Đế cùng Hoàng tổ mẫu của ông là Phó Thái hậu.
Phó Thái hậu lúc này hiện đã mang tước vị cao quý là Cung hoàng thái hậu (恭皇太后), vốn rất căm ghét Phùng Thái hậu do việc bà xả thân cứu Hán Nguyên Đế năm xưa, nay nhân cơ hội muốn dồn Phùng Thái hậu vào chỗ chết. Phó Thái hậu sai Đinh Huyền (丁玄) thẩm tra vụ án, bắt quan lại của Trung Sơn vương cùng người nhà của Phùng Thái hậu phân biệt giam cầm ở Lạc Dương, Ngụy quận và Cự Lộc. Sau đó, Phó Thái hậu một hoạn quan tên Sử Lập (史立), cùng Thừa tướng Trưởng sử phối hợp Đại Hồng lư thừa thẩm tra vụ án. Sử Lập hùa với Phó Thái hậu, giả mệnh tra khảo một số người liên quan với Phùng Thái hậu, trong đó có em gái bà là Phùng Tập (馮習) và em dâu là Phùng Quân Chi (馮君之; vốn không rõ họ gì, gọi theo họ chồng). Thế nhưng, Sử Lập vẫn không đủ chứng cứ tố cáo Phùng Thái hậu. Vu sư Lưu Ngô thừa nhận đã làm việc bùa phép, còn Y sĩ Từ Toại đã nói rằng Phùng Tập cùng Quân Chi từng nói:"Thời Vũ Đế, có Y sĩ Tu thị chữa khỏi bệnh cho Vũ Đế, tiền thưởng 2.000 vạng bạc. Hiện tại không thể chửa khỏi bệnh cho Thượng, lại không thể phong Hầu, chi bằng giết chết Thượng, khiến Trung Sơn vương kế vị, là có thể phong Hầu rồi!". Sử Lập thượng tấu tố cáo Phùng Thái hậu cùng một cơ số người tiến hành nguyền rủa Hoàng đế, đại nghịch bất đạo. Thế rồi, triều đình tiến hành tra khảo riêng Phùng Thái hậu, nhưng bà nhất quyết không chịu nhận.
Sử Lập khi đó đành ám thị ai là chủ mưu việc điều tra lần này, nói:"Gấu chạy lên trên điện, ngài từng dũng cảm như thế nào?! Bây giờ sợ hãi co rúm, thật khác xa!". Biết được Phó Thái hậu là chủ mưu, Phùng Thái hậu trở về tẩm cung nói tả hữu rằng:"Đó là chuyện xưa của tiền triều, làm sao một tiểu quan viên lại có thể biết?! Đây rõ ràng là muốn hãm hại ta", nói xong bà liền tự sát bằng thuốc độc. Năm đó, có 17 người trong nhà bà bị giết, chỉ duy nhất cháu trai là Lưu Kì Tử được tha. Trước khi Phùng Thái hậu tự sát, những quan môn liên quan thẩm tra tấu xin Hán Ai Đế truy sát Phùng Thái hậu, nhưng Hoàng đế không nỡ, chỉ phế làm Thứ nhân, dời đến Vân Dương cung (雲暘宮). Sau khi Phùng Thái hậu trước, quan viên tấu thỉnh nói Phùng Thái hậu chết trước khi có chiếu phế làm Thứ nhân, do đó Ai Đế dùng lễ nghi dành cho Chư hầu Vương thái hậu mà hạ táng. Khi đó, Nghi Hương hầu Phùng Tham, Phùng Tập, Quân Chi và chồng, cùng một cơ số đã bị bức ép tự sát. Có con gái Phùng Tham là Phùng Biện (馮弁) vốn là Trung Sơn Hiếu vương hậu, bị phế làm Thứ nhân, cùng cơ số những người còn lại trong gia tộc họ Phùng dời về nguyên quán
Năm 1 TCN, Hán Ai Đế cùng tổ mẫu là Hoàng thái thái hậu Phó thị qua đời, Thái hoàng thái hậu Vương Chính Quân cùng Vương Mãng nắm lại đại quyền, Phùng Thái hậu mới được hồi phục danh dự và địa vị muôn phần tôn quý của mình. Cháu nội bà là Trung Sơn vương Lưu Kì Tử được lập lên ngai vàng, đổi tên thành Lưu Khản, tức Hán Bình Đế.